# Слепушкин, Андрей Борисович
Андрей Борисович Слепушкин (19 сентября 1903, Нижний Новгород — 1981, Москва) — советский учёный в области радиолокации, инженер, лауреат Сталинской премии (1943).

## Биография
Окончил ЛПИ (Ленинградский Политехнический институт) (1931).
- 1925—1936 лаборант, старший лаборант Остехбюро НКО (Ленинград);
- 1936—1945 начальник лаборатории, отдела НИИ-20 (Москва), в 1944—1945 в командировке в США и Канаде для приёма радиолокационного оборудования;
- 1945—1973 в ЦКБ-17 (с 1946 НИИ-17, с 1967 МНИИП) (Москва): главный инженер, начальник отдела, научный руководитель отдела, главный конструктор отдела.

В 1973 году вышел на пенсию.
Участвовал в разработке станций РУС-2, «Пегматит», «Гнейс-1», «Торий-А», «Коршун», «Сокол», «Зенит».
Ушёл из жизни в 1981 году.

## Награды и звания
Сталинская премия 1943 года — за разработку новой конструкции радиоустановки.
Награждён орденами Ленина, Красной Звезды, «Знак Почёта», и медалями.